# Route du vin en Roussillon

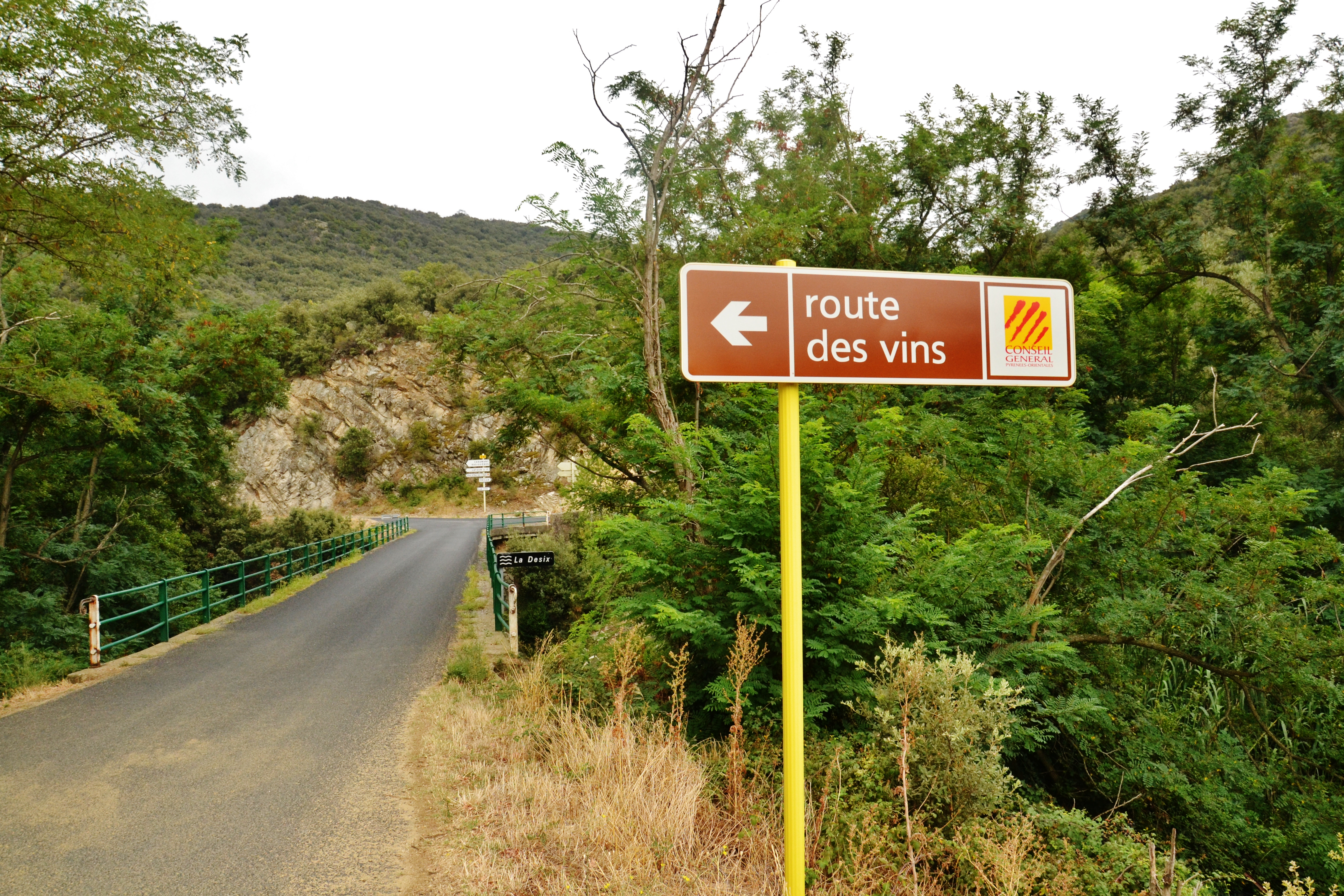
Un panneau de la route des vins près d'Ansignan.

Sous la dénomination route du vin en Roussillon, en 2018, il existe trois routes des vins à flanc d'Est des Pyrénées (terrasses proches du littoral), mais à proximité des principaux fleuves de la région, et qui se trouvent dans la moitié Est du département des Pyrénées-Orientales, à savoir du Nord au Sud :
- l'Agly[1] (dans les régions ou « Pays » suivants : Salanque, Fenouillèdes et les confins du Conflent et du Ribéral)
- la Têt[2] (dans les régions ou « Pays » suivants : Roussillon et les confins du Ribéral)
- le Tech (dans les régions ou « Pays » suivants : Aspres[2], Albères[3] et le long de la Côte Vermeille).

## Parcours

### Route du vin en Agly

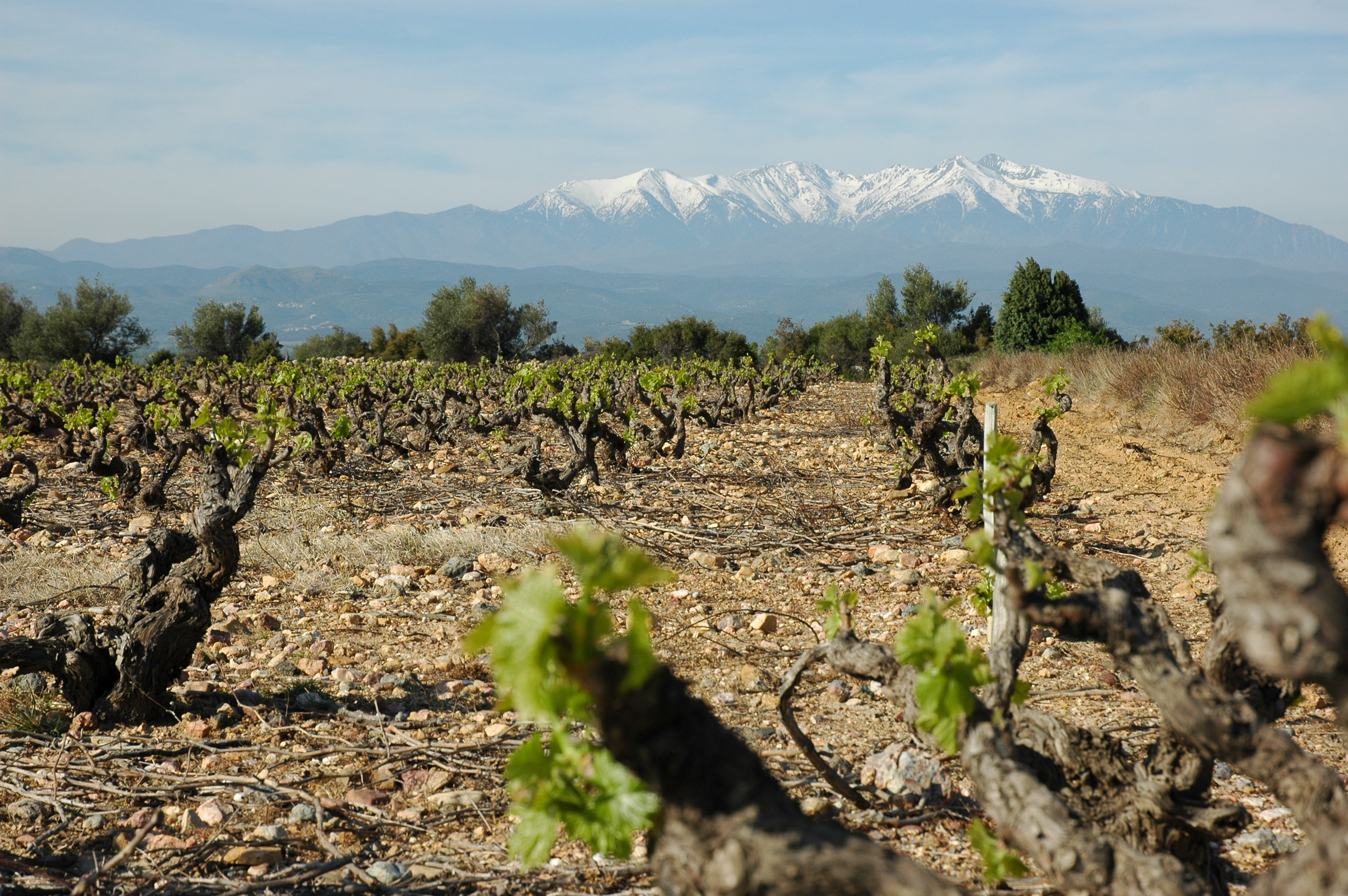
Vignobles à Rivesaltes et massif du Canigou.

La route du vin en Agly parcourt les principaux villages et villes viticoles de la région. Dans un circuit, dans le sens des aiguilles d'une montre, elle traverse les communes suivantes :
- Rivesaltes ;
- Peyrestortes ;
- Baixas ;
- Espira-de-l'Agly ;
- Cases-de-Pène ;
- Calce ;
- Estagel ;
- Latour-de-France ;
- Montner  ;
- Belesta ;
- Cassagnes ;
- Caramany ;
- Rasiguères ;
- Planèze ;
- Ansignan ;
- Felluns ;
- Saint-Arnac ;
- Le Vivier ;
- Sournia ;
- Tarerach ;
- Saint-Martin-de-Fenouillet ;
- Saint-Paul-de-Fenouillet ;
- Caudiès-de-Fenouillèdes ;
- Lesquerde ;
- Maury ;
- Tautavel ;
- Vingrau ;
- Opoul-Périllos ;

### Route du vin en Roussillon

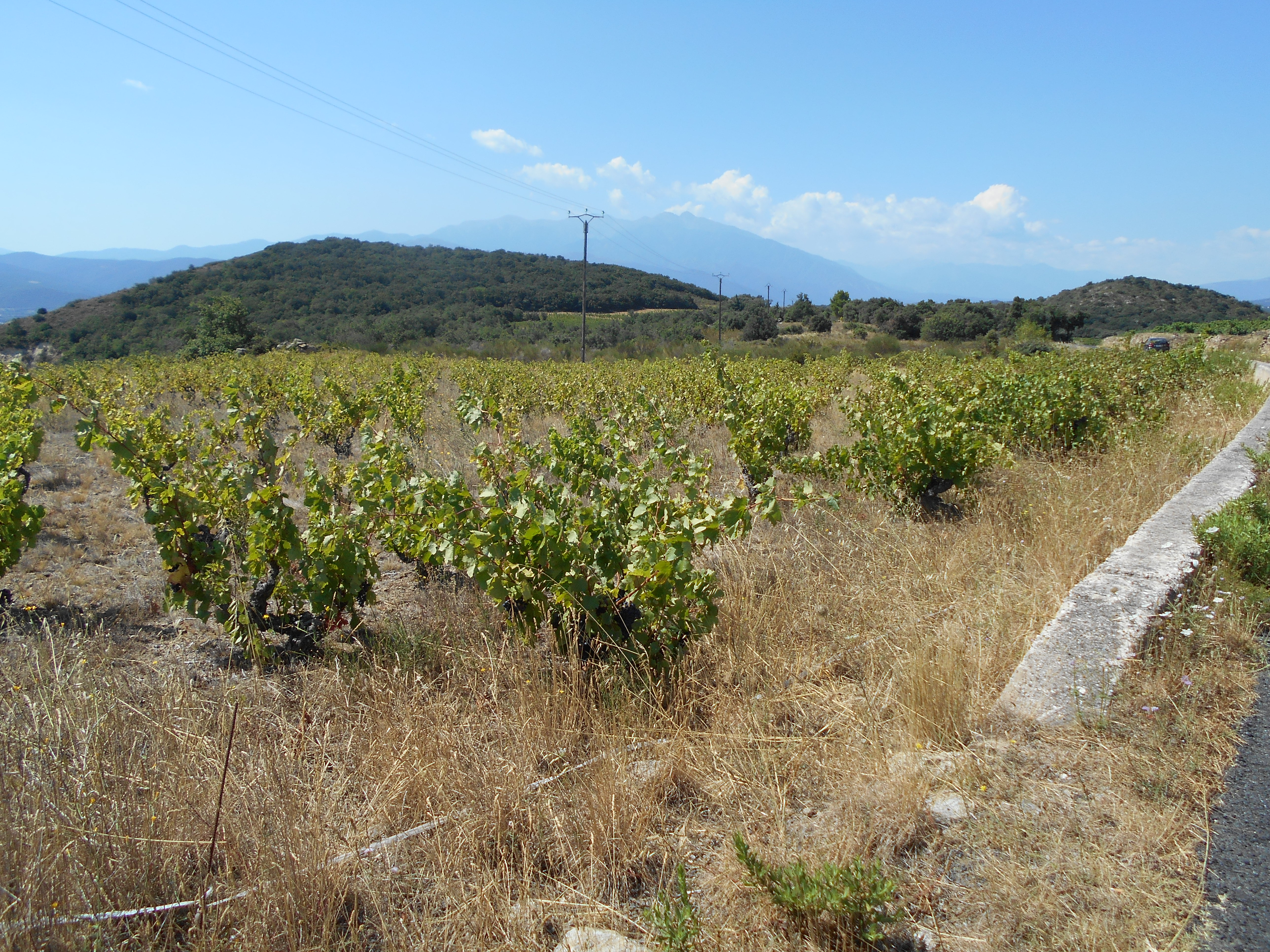
Vignobles à Millas.

La route du vin en Roussillon parcourt les principaux villages et villes viticoles de la région. Du nord au sud, elle traverse les communes suivantes :
- Cabestany ;
- Saint-Nazaire ;
- Canet-en-Roussillon ;
- Saint-Estève ;
- Villeneuve-la-Rivière ;
- Pézilla-la-Rivière ;
- Corneilla-la-Rivière ;
- Millas ;
- Corbère-les-Cabanes ;
- Saint-Feliu-d'Amont ;
- Saint-Feliu-d'Aval ;
- Le Soler ;
- Toulouges ;
- Canohès ;
- Pollestres ;
- Villeneuve-de-la-Raho ;
- Théza ;
- Alénya ;
- Saleilles ;
- Perpignan.

### Route du vin en Albères

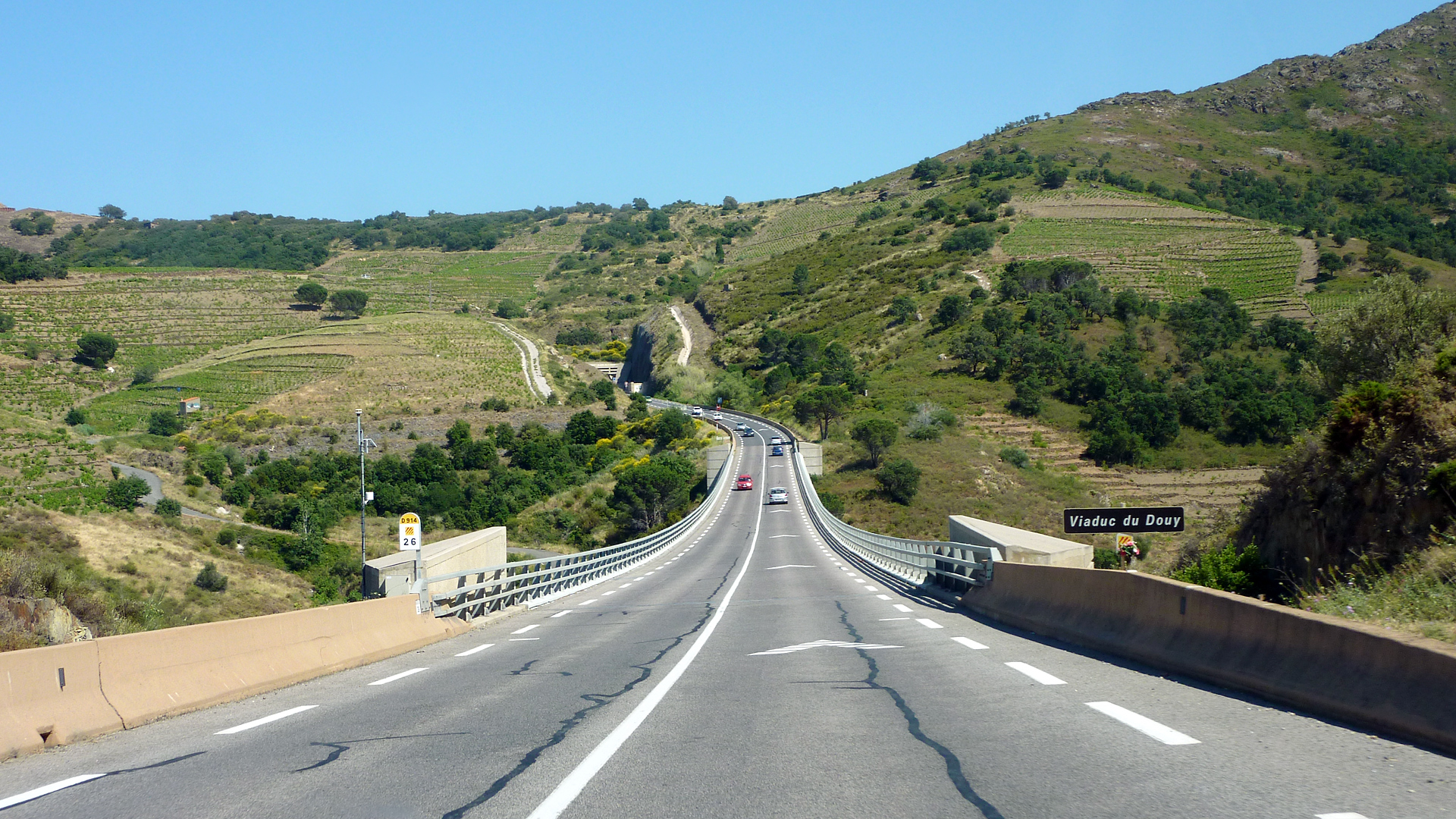
Route du vin en Albères, Viaduc du Douy près de Banyuls-sur-Mer.

La route du vin en Albères parcourt les principaux villages et villes viticoles de la région. Du nord au sud, elle traverse les communes suivantes :
- Cerbère ;
- Banyuls-sur-Mer ;
- Port-Vendres ;
- Collioure ;
- Argelès-sur-Mer ;
- Saint-André ;
- Saint-Génis-des-Fontaines ;
- Villelongue-dels-Monts ;
- Le Boulou ;
- Saint-Jean-Pla-de-Corts ;
- Céret ;
- Banyuls-dels-Aspres ;
- Brouilla ;
- Saint-Jean-Lasseille ;
- Tresserre ;
- Passa ;
- Monastir del Camp ;
- Villemolaque ;
- Fourques ;
- Terrats ;
- Sainte-Colombe ;
- Thuir ;
- Ponteilla ;
- Trouillas ;
- Bages ;
- Montescot ;
- Corneilla-del-Vercol ;
- Elne ;
- Palau-del-Vidre.